# Залісянська сільська рада (Чортківський район)
Заліся́нська сільська́ ра́да — колишня адміністративно-територіальна одиниця та орган місцевого самоврядування в Чортківському районі Тернопільської області. Адміністративний центр — с. Залісся.

## Загальні відомості
Залісянська сільська рада утворена в 1939 році.
- Територія ради: 25,852 км²
- Населення ради: 1 197 осіб (станом на 2001 рік)

## Населені пункти
Сільській раді підпорядковані населені пункти:
- с. Залісся

## Історія
У вересні 1939 р. засновано першу сільську раду.
У березні 1944 р. сільська рада відновила свою діяльність.
У липні 1954 р. до сільської ради приєдналася Шманьківчицька сільська рада, а 30 березня 1959 р. с. Шманьківчики відновили свою сільську раду.
27 листопада 2020 року увійшла до складу Заводської селищної громади.

## Географія
Залісянська сільська рада межувала з Колиндянською, Давидківською, Шманьківчицькою, Угринською, Росохацькою, Сосулівською,Улашківською сільськими радами — Чортківського району, та Озерянською сільською радою — Борщівського району.

## Склад ради
Рада складалася з 12 депутатів та голови.

### Голови ради
| Прізвище, ім'я, по батькові    | Основні відомості | Дата обрання | Дата звільнення |
| ------------------------------ | ----------------- | ------------ | --------------- |
| Слободян Михайло Володимирович | Сільський голова  | 1990         | 1994            |
| Слободян Михайло Володимирович | Сільський голова  | 1994         | 1998            |
| Копистинська Ольга Василівна   | Сільський голова  | 1998         | 2002            |
| Копистинська Ольга Василівна   | Сільський голова  | 2002         | 2006            |
| Копистинська Ольга Василівна   | Сільський голова  | 26.03.2006   | 31.10.2010      |
| Копистинська Ольга Василівна   | Сільський голова  | 31.10.2010   | 25.10.2015      |
| Копистинська Ольга Василівна   | Сільський голова  | 25.10.2015   |                 |

Примітка: таблиця складена за даними сайту Верховної Ради України

#### Секретарі ради
| Прізвище, ім'я, по батькові  | Основні відомості | Дата обрання | Дата звільнення |
| ---------------------------- | ----------------- | ------------ | --------------- |
| Копистинська Ольга Василівна | Секретар          | 1990         | 1994            |
| Копистинська Ольга Василівна | Секретар          | 1994         | 1998            |
| Хрик Марія Володимирівна     | Секретар          | 1998         | 2002            |
| Хрик Марія Володимирівна     | Секретар          | 2002         | 2006            |
| Хрик Марія Володимирівна     | Секретар          | 2006         | 2010            |
| Хрик Марія Володимирівна     | Секретар          | 2010         | 2015            |
| Пахолків Галина Іванівна     | Секретар          | 2015         |                 |

### Депутати

#### VII скликання
За результатами місцевих виборів 2015 року депутатами ради стали:
1. Вівчарик Марія Адамівна
2. Бабіч Орест Романович
3. Харчій Руслана Олегівна
4. Слонь Оксана Володимирівна
5. Конрад Ігор Петрович
6. Андрейчук Василь Мирославович
7. Фургала Анна Михайлівна
8. Пахолків Галина Іванівна
9. Атаманець Віктор Іванович
10. Пелікан Іван Володимирович
11. Вербовецький Руслан Ігорович
12. Друк Віктор Олегович

За результатами місцевих виборів 2010 року депутатами ради стали:
1. Вівчарик Марія Адамівна
2. Копистинський Василь Васильович
3. Хохловський Денис Михайлович
4. Харчій Руслана Олегівна
5. Воробель Галина Михайлівна
6. Хрик Марія Володимирівна
7. Конрад Ігор Петрович
8. Вітюк Іван Тарасович
9. Андрейчук Василь Мирославович
10. Фургала Анна Михайлівна
11. Пахолків Галина Іванівна
12. Атаманець Віктор Іванович
13. Вербовецький Руслан Ігорович
14. Замрикіт Іван Данилович
15. Слободян Микола Миронович
16. Свирида Світлана Антонівна

#### V скликання
За результатами місцевих виборів 2006 року депутатами ради стали:
1. Ратушняк Володимир Миколайович
2. Бартко Юрій Михайлович
3. Копистинський Василь Васильович
4. 3інкевич Сергій Михайлович
5. Харчій Руслана Олегівна
6. Хрик Марія Володимирівна
7. Конрад Ігор Петрович
8. Боровська Ольга Ярославівна
9. Дзиндра Микола Михайлович
10. Патола Марія Омелянівна
11. Вівчарик Марія Адамівна
12. Фургала Михайло Іванович
13. Замрикіт роман Данилович
14. Свирида Світлана Антонівна
15. Слободян Мирон Кирилович

#### IV скликання
За результатами місцевих виборів 2002 року депутатами ради стали:
1. Ратушняк Володимир Миколайович
2. Вербовецький Руслан Ігорович
3. Іваник Веронія Антонівна
4. Івасюк Василь Георгійович
5. Ментинський Мирослав Михайлович
6. Хрик Марія Володимирівна
7. Зімбіцька Оксана Юліанівна
8. Волянський Іван Михайлович
9. Фургала Михайло Іванович
10. Патола Марія Омелянівна
11. Фургала Микола Семенович
12. Качмар Володимир Петрович
13. Бурник Марія Мохтеївна
14. Слободян Мирон Кирилович

#### III скликання
За результатами місцевих виборів 1998 року депутатами ради стали:
1. Ратушняк Володимир Миколайович
2. Задушинський Василь Васильович
3. Іваник Веронія Антонівна
4. Івасюк Василь Георгійович
5. Ментинський Мирослав Михайлович
6. Хрик Марія Володимирівна
7. Бурник Андрій Михайлович
8. Бац Василь Йосипович
9. Фургала Михайло Іванович
10. Довбуш Наталія Омелянівна
11. Патола Марія Омелянівна
12. Слободян Михайло Володимирович
13. Вербовецький Ігор Романович
14. Лотоцька Марія Семенівна
15. Слободян Мирон Кирилович

#### II скликання
За результатами місцевих виборів 1994 року депутатами ради стали:
1. Ратушняк Володимир Миколайович
2. Копистинська Ольга Василівна
3. Іваник Віра Антонівна
4. Ментинський Мирослав Михайлович
5. Хрик Марія Володимирівна
6. Боровський Петро Ярославович
7. Філіпович Ємілія Петрівна
8. Врущак Марія Михайлівна
9. Орлик Петро Антонович
10. Мельничук Василь Петрович
11. Вербовецький Ігор Романович
12. Періжок Надія Володимирівна
13. Богута Василь Васильович

#### I скликання
За результатами місцевих виборів 1990 року депутатами ради стали:
1. Боровський П.Я.
2. Копистинська О.В.
3. Слободян М.П.
4. Довбуш Н.О.
5. Бартко М.В.
6. Козак Н.П.
7. Ратушняк В.М.
8. Пуляк І.М.
9. Дячок М.В.
10. Дідик В.В.
11. Поливко О.М.
12. Бурник М.М.
13. Слободян М.В.
14. Фургала М.С.
15. Вакула В.І.
16. Качмар В.П.
17. Періжок Н.В.
18. Богута В.В.
19. Дзиндра В.М.
20. Горбачевський Я.В.